# Brachininae
Sous-famille
Les Brachininae sont une sous-famille d'insectes coléoptères de la famille des Carabidae. Ce sont des coléoptères bombardiers.

## Liste des sous-taxons
Selon NCBI (30 juin 2012) :
- tribu Brachinini
  - genre Aptinus
  - genre Brachinus
  - genre Mastax
  - genre Pheropsophus dont le bombardier africain
  - genre Styphlodromus
  - genre Styphlomerus
- tribu Crepidogastrini
  - genre Crepidogaster